# City of Boroondara
City of Boroondara – obszar samorządu lokalnego (ang. local government area), położony we wschodniej części aglomeracji Melbourne. Powstała w 1994 roku. Według danych z 2006 obszar ten zamieszkiwało 154 450 osób. 

## Dzielnice

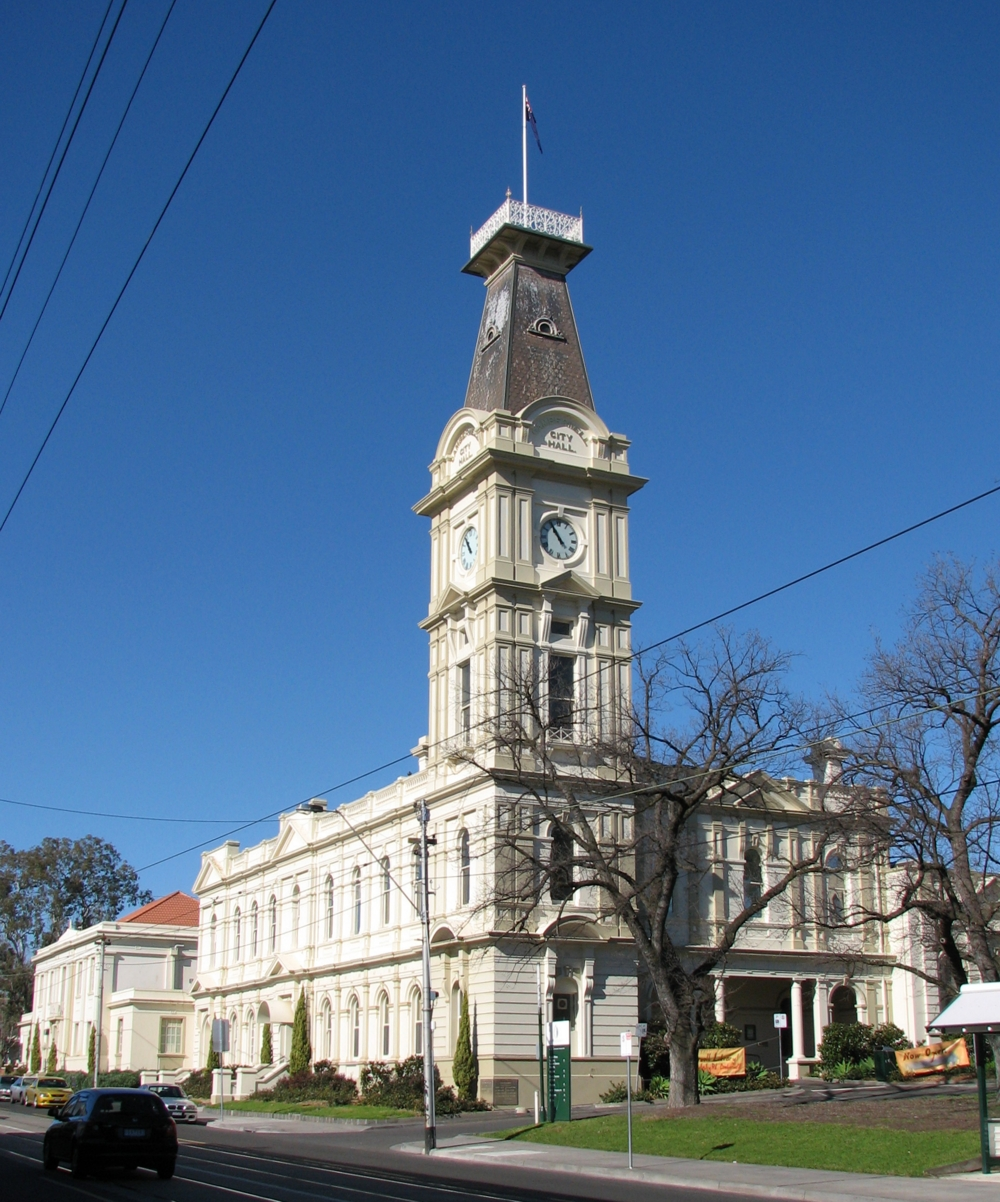
Camberwell City Hall

- Ashburton
- Balwyn
- Balwyn North
- Camberwell
- Canterbury
- Glen Iris
- Hawthorn
- Hawthorn East
- Kew
- Kew East
- Mont Albert
- Surrey Hills